# Birgit Guðjónsdóttir

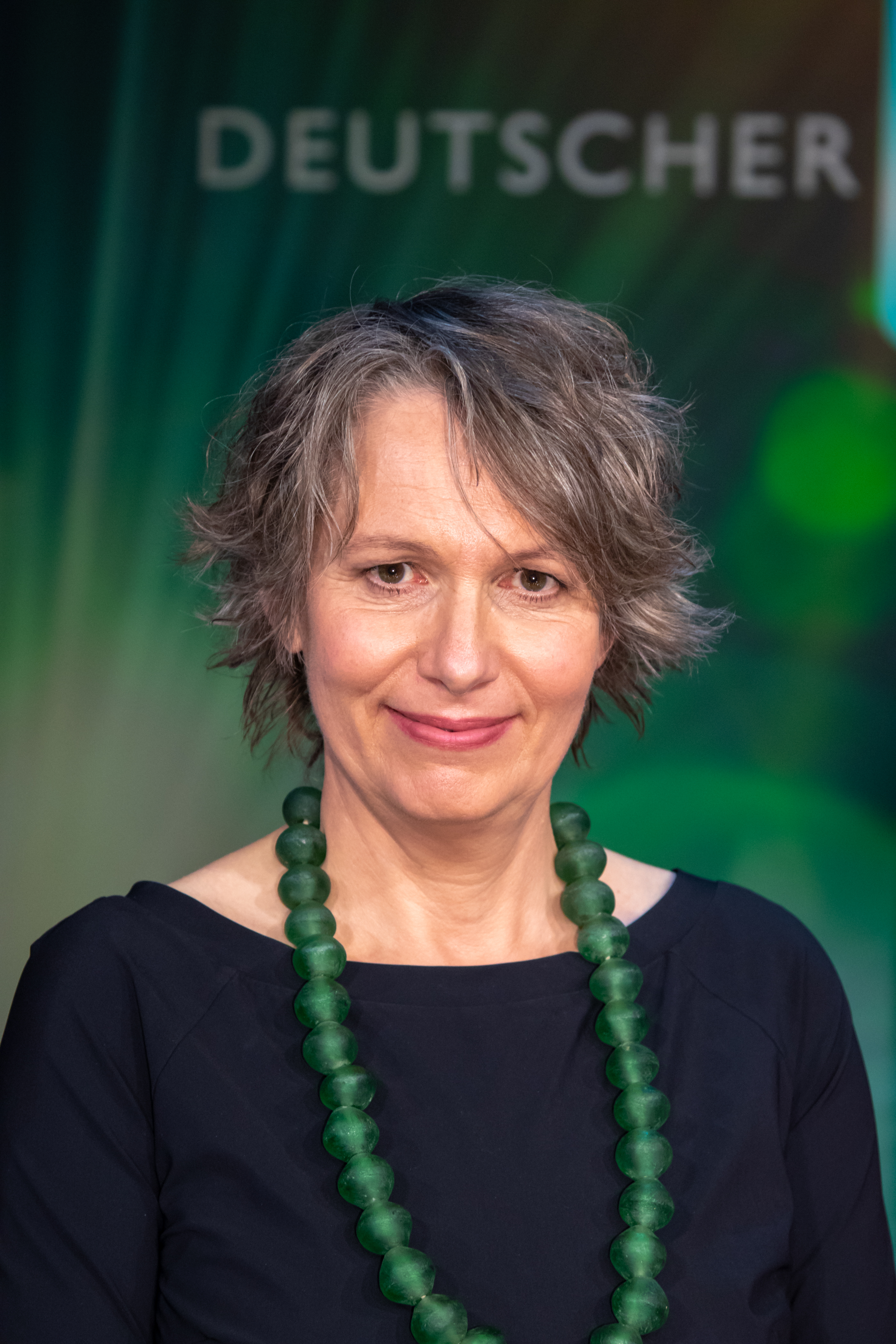
Birgit Guðjónsdóttir beim Deutschen Kamerapreis 2018

Birgit Guðjónsdóttir (deutsche Transkription Birgit Gudjonsdottir, * 4. Januar 1962 in Reykjavík) ist eine isländisch-österreichische bildgestaltende Kamerafrau.

## Leben
Birgit Guðjónsdóttir wurde 1962 in Reykjavík als Tochter einer österreichischen Künstlerin und eines isländischen Zimmermanns geboren. Sie wuchs in Island, Norwegen, Deutschland und Österreich auf. Nach ihrem Studium der Photographie in Wien arbeitete sie als Kamera-Assistentin bei internationalen Film- und Fernsehproduktionen. Seit 1992 ist sie als Director of Photography / Kinematografin tätig.
Seit 1998 ist Birgit Guðjónsdóttir Dozentin an der Filmakademie Baden-Württemberg. Sie doziert an der Deutschen Film- und Fernsehakademie Berlin sowie an der Filmuniversität Babelsberg Konrad Wolf (Potsdam), wo ihr 2013 eine Honorarprofessur verliehen wurde. Sie ist Mitglied der Deutschen Filmakademie sowie der Europäischen Filmakademie (EFA). Von 2012 bis 2016 war sie Vorstandsmitglied der „IMAGO European Federation of Cinematographers“. Seit 2008 ist sie IMAGO-Repräsentantin des  Bundesverband Kamera (BVK). Birgit Guðjónsdóttir ist Mitbegründerin der Cinematographinnen.
Birgit Guðjónsdóttir lebt in Berlin.

## Filmografie (Auswahl)
- 1998: Kommissar Rex (Fernsehserie, 5 Folgen) – Regie: Michael Riebl, Hans Werner
- 2000: Der Duft der weiten Welt (Fernseh-Dokumentarfilm) – Regie: Claudia Pöchlauer
- 2001: Tazara (Fernseh-Dokumentarfilm) – Regie: Claudia Pöchlauer
- 2002: Und Tschüss Ihr Lieben (Fernsehfilm) – Regie: Connie Walther
- 2002: Was war links? (Fernseh-Dokumentarvierteiler) – Regie: Andreas Christoph Schmidt
- 2003: Jargo (Kinospielfilm) – Regie: María Sólrún Sigurðardóttir
- 2006: No Name City (Kino-Dokumentarfilm) – Regie: Florian Flicker
- 2008: Schattenwelt (Kinospielfilm) – Regie: Connie Walther
- 2010: Und wir sind nicht die Einzigen (Fernsehfilm) – Regie: Christoph Röhl
- 2010: Our Grand Despair (Kinospielfilm) – Regie: Seyfi Teoman
- 2010: Tomorrow you will leave (Kino-Dokumentarfilm) – Regie: Martin Nguyen
- 2012: Eisheimat (Kino-Dokumentarfilm) – Regie: Heike Fink
- 2012: Zappelphilipp (Fernsehfilm) – Regie: Connie Walther
- 2013: Tatort – Frühstück für immer (Fernsehreihe)
- 2014: For my sisters (Fernseh-Dokumentarfilm) – Regie: Stephanus Domanig
- 2015: Welcome to Iceland (Kinospielfilm) – Regie: Felix Tissi
- 2015: Männer allein auf dem Olymp, weil Frauen nackt im Pumps mit einem Sack voller Steine den Filmolymp hochklettern müssen  (Dokumentarfilm) – Regie: Margrét Rún
- 2016: Die Hochzeit meiner Eltern (Fernsehfilm) – Regie: Connie Walther
- 2016: Jahre des Vergessens (Fernsehfilm) – Regie: Esther Gronenborn
- 2017: Ich werde nicht schweigen – Regie: Esther Gronenborn
- 2017: Die Rüden – Regie: Connie Walther
- 2020: Ziemlich russische Freunde – Regie: Esther Gronenborn
- 2021: Väter allein zu Haus: Timo (Fernseh-Minireihe, Film 3)
- 2021: Väter allein zu Haus: Andreas (Film 4)
- 2022: Klara Sonntag: Liebe macht blind – Regie: Jeanette Wagner
- 2022: Tatort – Borowski und das hungrige Herz
- 2023: Der Zürich-Krimi (Fernsehreihe)
  - Borchert und der Mord ohne Sühne
  - Borchert und die Spur der Diamanten
- 2025: Tatort: Borowski und das hungrige Herz (Fernsehreihe)

## Auszeichnungen
- 2018: Deutscher Schauspielpreis – Sonderpreis in der Kategorie Starker Einsatz[2]
- 2018: Deutscher Kamerapreis (Ehrenpreis)
- 2013: 'Cinematographer Award', The Women’s International Film and Television Showcase[3]
- 2011: The Best Director of Photography Award für 'Our Grand Despair', Istanbul Filmfestival

## Nominierungen
- 2012: 'Zappelphilipp', Nominiert für den Deutschen Kamerapreis und nominiert für den Kamerapreis der Deutschen Akademie für Fernsehen
- 2011: 'Und wir sind nicht die Einzigen', Nominiert für den deutschen Fernsehpreis

## Festivalteilnahmen
- 2012: 'Zappelphilipp', Biarritz Filmfestival
- 2011: 'Our Grand Despair', Berlinale-Wettbewerb, Istanbul Film Festival
- 2009: 'Schattenwelt', Rome Film Festival Wettbewerb
- 2004: 'Jargo', Berlinale-Wettbewerb 14plus